# 포즈난 와비차 공항

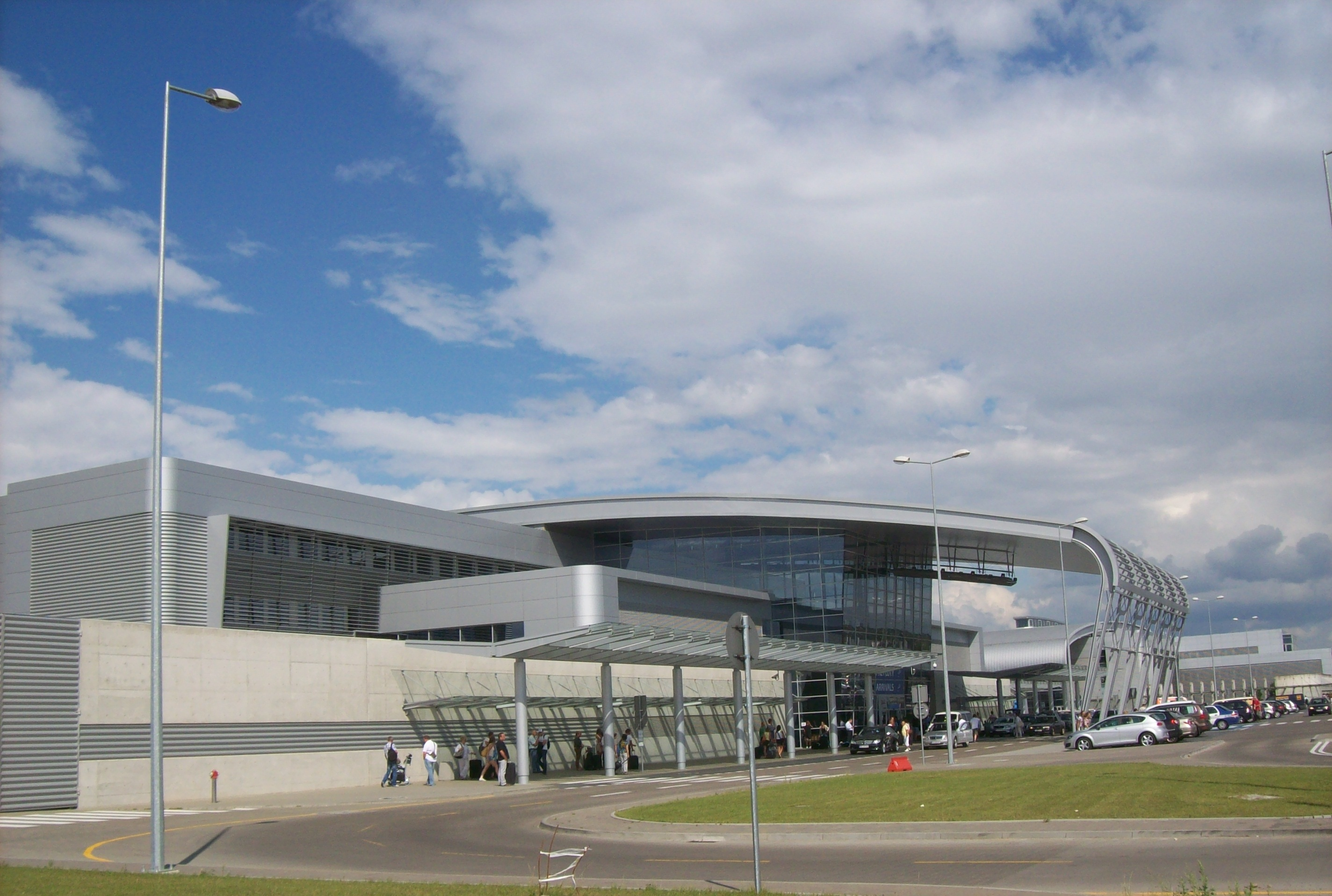
포즈난 와비차 공항

포즈난 와비차 공항(폴란드어: Port lotniczy Poznań-Ławica)은 폴란드에서 가장 오래된 공항 중 하나다. 1913년 건설되었다. 포즈난 도심에서 서쪽으로 5km(3.1마일) 떨어져 있다. 공항 이름은 포즈난의 그룬발드 지구의 일부인 와비차에서 따온 것이지만 실제로 공항은 예지체 지구에 있다. 2012년에 새 터미널이 개장했으며 연간 최대 350만 명의 승객을 처리할 수 있다.